# Championnat du Tadjikistan de football 2013
Navigation
Saison précédente Saison suivante
La saison 2013 du Championnat du Tadjikistan de football est la 22e édition de la première division au Tadjikistan. La compétition regroupe onze clubs, qui s'affrontent deux fois, à domicile et à l'extérieur.
C'est le tenant du titre, le club de Ravshan Kulob qui remporte à nouveau la compétition cette saison après avoir terminé -invaincu- en tête du classement final, avec trois points d'avance sur Istiqlol Douchanbé et douze sur Khayr Vahdat. C'est le deuxième titre de champion du Tadjikistan de l'histoire du club.
Le club promu de D2, Pandzhsher Dzhaloliddin Rumi, abandonne la compétition après la 5e journée.

## Les clubs participants
| - FK Istaravshan - Istiqlol Douchanbé - Khayr Vahdat - Regar-TadAZ Tursunzoda - FK Khodjent - Parvoz Bobojon Ghafurov | - Vakhsh Qurghonteppa - Energetik Douchanbé - SSKA Pamir Douchanbé - Ravshan Kulob - Pandzhsher Dzhaloliddin Rumi - Promu de D2 |

## Compétition
Le barème de points servant à établir le classement se décompose ainsi :
- Victoire : 3 points
- Match nul : 1 point
- Défaite : 0 point

### Classement
| Rang | Équipe                        | Pts     | J       | G       | N       | P       | Bp      | Bc      | Diff    |
| ---- | ----------------------------- | ------- | ------- | ------- | ------- | ------- | ------- | ------- | ------- |
| 1    | Ravshan KulobT                | 46      | 18      | 14      | 4       | 0       | 26      | 5       | +21     |
| 2    | Istiqlol DouchanbéC           | 43      | 18      | 14      | 1       | 3       | 47      | 8       | +39     |
| 3    | Khayr Vahdat                  | 34      | 18      | 9       | 7       | 2       | 26      | 14      | +12     |
| 4    | Regar-TadAZ Tursunzoda        | 33      | 18      | 10      | 3       | 5       | 26      | 18      | +8      |
| 5    | FK Khodjent                   | 23      | 18      | 6       | 5       | 7       | 17      | 21      | -4      |
| 6    | Parvoz Bobojon Ghafurov       | 19      | 18      | 4       | 7       | 7       | 14      | 29      | -15     |
| 7    | Vakhsh Qurghonteppa           | 16      | 18      | 4       | 4       | 10      | 11      | 17      | -6      |
| 8    | Energetik Douchanbé           | 16      | 18      | 4       | 4       | 10      | 13      | 23      | -10     |
| 9    | SSKA Pamir Douchanbé          | 11      | 18      | 2       | 5       | 11      | 10      | 26      | -16     |
| 10   | FK Istaravshan                | 8       | 18      | 2       | 2       | 14      | 13      | 42      | -29     |
| -    | Pandzhsher Dzhaloliddin RumiP | Forfait | Forfait | Forfait | Forfait | Forfait | Forfait | Forfait | Forfait |

|  | Qualification pour la Coupe de l'AFC 2014                                    |
|  | Relégation en deuxième division                                              |
|  | T : Tenant du titre C : Vainqueur de la Coupe du Tadjikistan P : Promu de D2 |

## Bilan de la saison
| Championnat du Tadjikistan de football 2013 |                              |
| Champion                                    | Ravshan Kulob (2e titre)     |
| Coupes et trophées                          |                              |
| Vainqueur de la Coupe du Tadjikistan 2013   | Istiqlol Douchanbé           |
| Qualifications continentales                |                              |
| Coupe de l'AFC 2014                         | Ravshan Kulob                |
| Promotions et relégations                   |                              |
| Promus en Vysshaya Liga                     | Saroykamar Panj (en)         |
| Promus en Vysshaya Liga                     | Esxata Khodjent              |
| Relégués en Deuxième division               | Pandzhsher Dzhaloliddin Rumi |